# Римленд

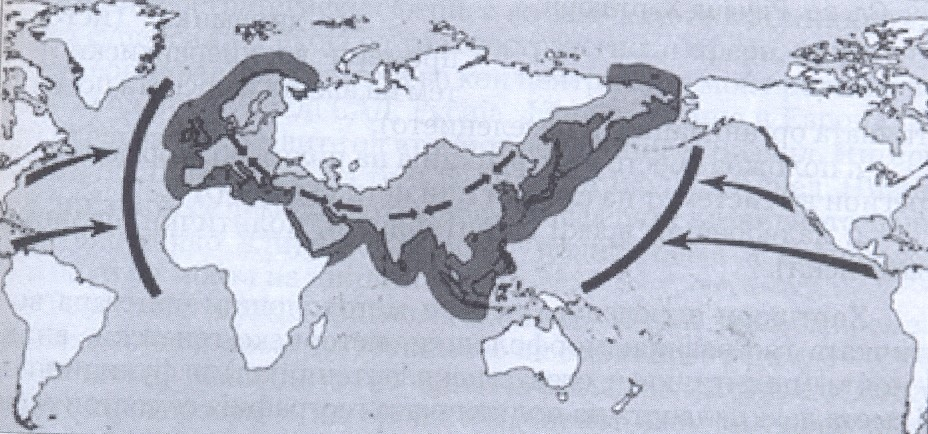
«Римленд» на карте мира

Римленд (англ. Rimland — «Дуговая земля») — геополитическая концепция, введенная американским политологом Николасом Спикмэном в 1940 году в работе «Geography of Peace», в противовес Хартленду Маккиндера. «Римлендом» Спикмэн назвал дугу (от англ. rim — обод) прибрежной полосы, окружающей Хартленд с запада, юга и юго-востока. В отличие от Маккиндера, Спикмэн полагал, что именно эта земля имеет решающее стратегическое значения для контроля над Евразией.

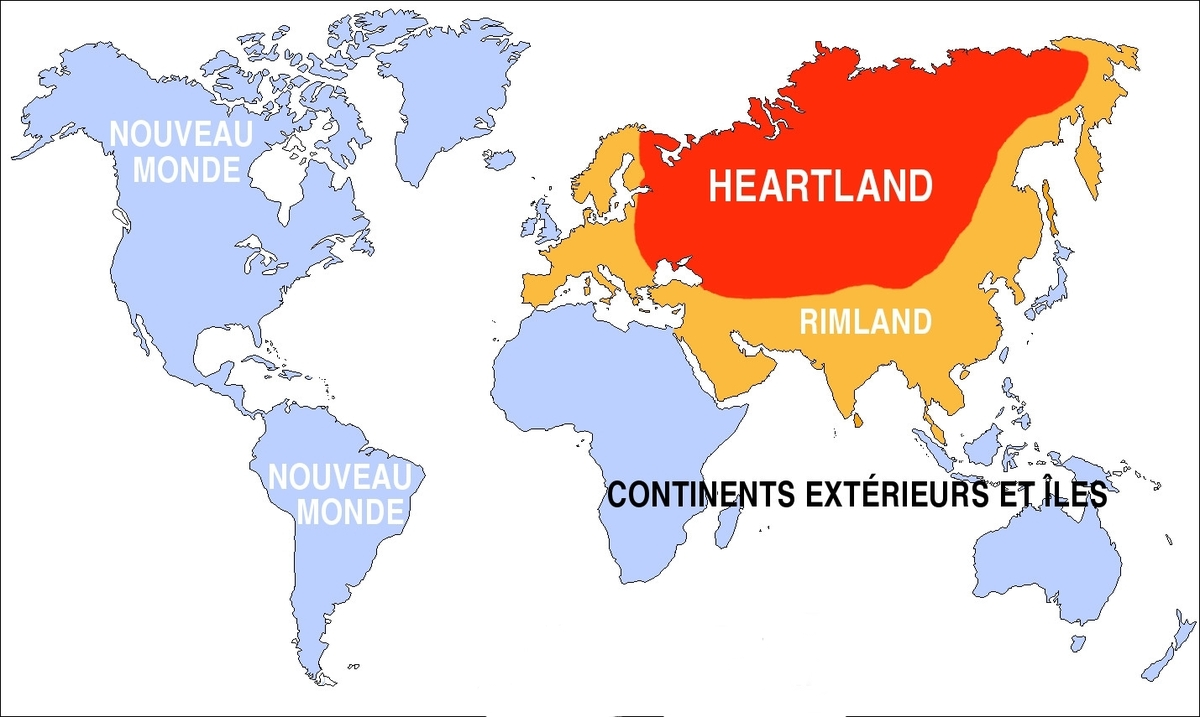
Карта мира с Римлендом и Хартлендом